# Košiše
Košiše je naselje (in tudi zaselek) v Občini Kamnik.
Manjši del (zaselek) Košiš, skupaj z zaselki Tunjice, Tunjiška Mlaka in Laniše, sestavlja večjo vas, ki se imenuje Tunjice.